# Dan Merișca
Dan Merișca (n. 9 martie 1957, Târgu Frumos, România – d. 21 noiembrie 1991, Iași, România, Iași) a fost un scriitor român de science-fiction, autorul volumului Revoltă în labirint.

## Biografie
A fost fratele scriitorului Lucian Merișca. Dan Merișca a condus cenaclul Quarc din Iași.

## Operă
A publicat numeroase povestiri în antologiile „Alfa” (Editura Scrisul românesc, 1983); „Avertisment pentru liniștea planetei” (Editura Albatros, 1985); „Nici un zeu în cosmos” (Editura Politică, 1985); „O planetă numită anticipație” (Editura Junimea, 1985); „Cronici metagalactice” (Editura Tehnică, 1990).
A mai publicat în Almanahul Anticipația, CPSF Anticipația, Jurnalul SF, Știință și Tehnică și multe alte reviste.

## Vezi și
- Lista scriitorilor români de literatură științifico-fantastică
- Listă de scriitori români